# Großsteingrab Trissow
Das Großsteingrab Trissow war eine megalithische Grabanlage der jungsteinzeitlichen Trichterbecherkultur bei Trissow, einem Ortsteil von Görmin im Landkreis Vorpommern-Greifswald (Mecklenburg-Vorpommern). Es wurde vermutlich im 19. Jahrhundert zerstört. Die Existenz des Grabes wurde in den 1820er Jahren durch Friedrich von Hagenow handschriftlich erfasst. Seine Notizen, die den Gesamtbestand der Großsteingräber auf Rügen und in Neuvorpommern erfassen sollten, wurden 1904 von Rudolf Baier veröffentlicht. Die Anlage bei Trissow wurde dabei nur listenartig aufgenommen. Ihre genaue Lage, Maße und Ausrichtung sind unbekannt. Vermerkt ist lediglich, dass es sich um einen Großdolmen gehandelt hat.
Die Anlagen von Trissow war Teil einer größeren Gruppe von Megalithgräbern, die sich südwestlich von Greifswald zwischen Dargelin im Osten und Düvier im Westen erstreckt. Die nächste erhaltene Anlage ist das etwa 4 km westlich gelegene Großsteingrab Passow.